# Discografia di Hilary Duff
La discografia di Hilary Duff, cantante, cantautrice e attrice statunitense, è composta da 8 album (tutti pubblicati anche in digitale), di cui 4 di studio, 1 live e 3 raccolte, ai quali si aggiungono 6 colonne sonore, 4 DVD musicali, 15 video musicali e 14 singoli ufficiali.

## Discografia

### Album in studio
| 2002                                                                      | Santa Claus Lane - Pubblicato: 15 ottobre 2002 - Etichetta: Buena Vista - Formati: CD, download digitale        | 154 | —  | — | —  | —  | —  | —  | —  | —  | —  | - USA: Oro                                                     |
| 2003                                                                      | Metamorphosis - Pubblicato: 26 agosto 2003 - Etichetta: Buena Vista, Hollywood - Formati: CD, download digitale | 1   | 19 | 1 | —  | —  | 23 | 20 | —  | —  | 69 | - USA: 3× Platino - AUS: Platino - CAN: 4× Platino - GIAP: Oro |
| 2004                                                                      | Hilary Duff - Pubblicato: 28 settembre 2004 - Etichetta: Hollywood - Formati: CD, download digitale             | 2   | 6  | 1 | —  | —  | 19 | 14 | 83 | —  | —  | - USA: Platino - AUS: Platino - CAN: 3× Platino                |
| 2007                                                                      | Dignity - Pubblicato: 23 marzo 2007 - Etichetta: Hollywood - Formati: CD, download digitale                     | 3   | 17 | 3 | 8  | 22 | —  | 31 | 12 | 64 | 25 | - USA: Oro - ITA: Oro                                          |
| 2015                                                                      | Breathe In. Breathe Out. - Pubblicazione: 16 giugno 2015 - Etichetta: RCA - Formati: CD, download digitale      | 5   | 4  | 5 | 78 | —  | —  | 29 | 19 | 78 | 91 |                                                                |
| "—" significa che l'album non si è classificato o non è stato pubblicato. | |     |    |   |    |    |    |    |    |    |    |                                                                |

### Raccolte
| Anno | Dettagli | Posizioni massime | Posizioni massime | Posizioni massime | Posizioni massime | Posizioni massime | Posizioni massime | Posizioni massime | Posizioni massime | Posizioni massime | Posizioni massime | Certificazioni                                  |
| Anno | Dettagli | US                | AUS               | CAN               | ITA               | MEX               | NL                | NZ                | SPA               | SWI               | UK                | Certificazioni                                  |
| ---- | --- | ----------------- | ----------------- | ----------------- | ----------------- | ----------------- | ----------------- | ----------------- | ----------------- | ----------------- | ----------------- | ----------------------------------------------- |
| 2005 | Most Wanted - Pubblicato: 16 agosto 2005 - Etichetta: Hollywood Records - Formati: CD, download digitale    | 1                 | 3                 | 1                 | 6                 | —                 | 51                | 10                | 43                | 69                | 31                | - USA: Platino - AUS: Platino - CAN: 2× Platino |
| 2006 | 4ever Hilary Duff - Pubblicato: 12 maggio 2006 - Etichetta: Virgin Records - Formati: CD, download digitale | —                 | —                 | —                 | 12                | —                 | —                 | —                 | —                 | —                 | —                 |                                                 |
| 2008 | Best of Hilary Duff - Pubblicato: 11 novembre 2008 - Etichetta: Hollywood - Formati: CD, download digitale  | 125               | —                 | 87                | 41                | 53                | —                 | —                 | —                 | —                 | —                 |                                                 |

### Album live
| Anno | Dettagli |
| ---- | --- |
| 2004 | The Girl Can Rock: The Concert - Pubblicato: 10 agosto 2004 - Etichetta: Hollywood Records - Formato: CD, download digitale        |
| 2009 | Live at Gibson Amphitheatre - August 15th, 2007 - Pubblicato: 23 novembre 2009 - Etichetta: Hollywood - Formato: Download digitale |

### Colonne sonore
| Anno | Dettagli | Posizioni massime | Posizioni massime | Posizioni massime | Certificazione |
| Anno | Dettagli | US                | AUS               | CAN               | Certificazione |
| ---- | --- | ----------------- | ----------------- | ----------------- | -------------- |
| 2002 | The Lizzie McGuire Movie - Pubblicato: 13 agosto 2002 - Etichetta: Walt Disney - Formati: CD, download digitale                              | 1                 | 13                | 10                | - US: Platino  |
| 2003 | Lizzie McGuire: Da liceale a popstar - Colonna Sonora - Pubblicato: 22 aprile 2003 - Etichetta: Walt Disney - Formati: CD, download digitale | 6                 | 6                 | 8                 | - CAN: Platino |
| 2004 | A Cinderella Story: Original Soundtrack - Pubblicato: 13 luglio 2004 - Etichetta: Hollywood Records - Formati: CD, download digitale         | 9                 | 37                | 3                 | - US: Oro      |
| 2009 | What Goes Up: Original Motion Picture Soundtrack - Pubblicato: 29 aprile 2009 - Etichetta: Amherst Records - Formati: CD, download digitale  | —                 | —                 | —                 |                |

## Singoli
| Anno | Titolo                                | Posizioni massime | Posizioni massime | Posizioni massime | Posizioni massime | Posizioni massime | Posizioni massime | Posizioni massime | Posizioni massime | Posizioni massime | Posizioni massime | Album                                   |
| Anno | Titolo                                | US                | AUS               | BEL               | CAN               | ITA               | NL                | NZ                | SPA               | SWI               | UK                | Album                                   |
| ---- | ------------------------------------- | ----------------- | ----------------- | ----------------- | ----------------- | ----------------- | ----------------- | ----------------- | ----------------- | ----------------- | ----------------- | --------------------------------------- |
| 2003 | Why Not                               | —                 | 14                | —                 | —                 | —                 | 22                | 15                | —                 | —                 | -                 | The Lizzie McGuire Movie                |
| 2003 | So Yesterday                          | 42                | 8                 | 11                | 2                 | —                 | 4                 | 23                | —                 | 28                | 9                 | Metamorphosis                           |
| 2004 | Come Clean                            | 35                | 17                | 33                | 7                 | —                 | 9                 | 17                | —                 | 78                | 18                | Metamorphosis                           |
| 2004 | Little Voice                          | —                 | 29                | —                 | —                 | —                 | 80                | —                 | —                 | —                 | —                 | Metamorphosis                           |
| 2004 | Our Lips Are Sealed (con Haylie Duff) | —                 | 8                 | —                 | —                 | —                 | —                 | —                 | —                 | —                 | —                 | A Cinderella Story: Original Soundtrack |
| 2004 | Fly                                   | 129               | 21                | 58                | —                 | 13                | 32                | 24                | —                 | —                 | 20                | Hilary Duff                             |
| 2005 | Someone's Watching over Me            | —                 | 22                | —                 | —                 | —                 | —                 | —                 | —                 | —                 | —                 | Hilary Duff                             |
| 2005 | Wake Up                               | 29                | 15                | 55                | —                 | 2                 | 31                | 24                | 9                 | 31                | 7                 | Most Wanted                             |
| 2005 | Beat of My Heart                      | —                 | 13                | —                 | —                 | 8                 | —                 | —                 | 17                | 89                | —                 | Most Wanted                             |
| 2006 | Play with Fire                        | 31                | —                 | —                 | —                 | —                 | —                 | —                 | —                 | —                 | —                 | Dignity                                 |
| 2007 | With Love                             | 24                | 22                | —                 | 16                | 8                 | 91                | 27                | 6                 | —                 | 29                | Dignity                                 |
| 2007 | Stranger                              | 97                | 49                | —                 | 86                | 6                 | —                 | —                 | 14                | —                 | —                 | Dignity                                 |
| 2008 | Reach Out                             | 101               | 51                | —                 | —                 | 3                 | —                 | —                 | —                 | —                 | 193               | Best of Hilary Duff                     |
| 2014 | Chasing The Sun                       | 79                | 72                | —                 | 59                | —                 | —                 | —                 | 46                | —                 | —                 | Breathe In Breathe Out                  |
| 2014 | All About You                         | 119               | 20                | —                 | 91                | —                 | —                 | —                 | —                 | —                 | —                 | Breathe In Breathe Out                  |
| 2015 | Sparks                                | 93                | 104               | —                 | 63                | —                 | —                 | —                 | —                 | —                 | —                 | Breathe In Breathe Out                  |

## Videografia

### Album video
| Anno | Dettagli                                                                                         | Certificazioni                                                       |
| ---- | ------------------------------------------------------------------------------------------------ | -------------------------------------------------------------------- |
| 2003 | All Access Pass - Pubblicato: 4 novembre 2003 - Etichetta: Hollywood - Formato: DVD              | - US: 3× Platino (3 000 000 copie) - CAN: 5× Platino (400 000 copie) |
| 2004 | The Girl Can Rock: The Concert - Pubblicato: 8 agosto 2004 - Etichetta: Hollywood - Formato: DVD | - CAN: 5× Platino (400 000 copie)                                    |
| 2004 | Learning to Fly - Pubblicato: 16 novembre 2004 - Etichetta: Hollywood - Formato: DVD             | - CAN: 2× Platino (160 000 copie)                                    |
| 2006 | 4ever Hilary Duff - Pubblicato: 12 maggio 2006 - Etichetta: Virgin - Formato: DVD                | - IT: 2× Platino (120 000 copie)                                     |

### Video musicali
| Anno | Titolo                                  | Regista            |
| ---- | --------------------------------------- | ------------------ |
| 2002 | "I Can't Wait"                          | Henry Chan         |
| 2003 | "Why Not"                               | Elliott Lester     |
| 2003 | "So Yesterday"                          | Chris Applebaum    |
| 2003 | "Anywhere But Here"                     | Virgil P. Thompson |
| 2004 | "Come Clean"                            | Dave Meyers        |
| 2004 | "Our Lips Are Sealed" (con Haylie Duff) | Chris Applebaum    |
| 2004 | "Fly"                                   | Chris Applebaum    |
| 2004 | "Little Voice"                          | David Snow         |
| 2005 | "Someone's Watching over Me"            | Sean McNamara      |
| 2005 | "Wake Up"                               | Marc Webb          |
| 2005 | "Beat of My Heart"                      | Phil Harder        |
| 2006 | "Play with Fire"                        | Alex e Martin      |
| 2007 | "With Love"                             | Matthew Rolston    |
| 2007 | "Stranger"                              | Fatima Robinson    |
| 2008 | "Reach Out"                             | Philip Andelman    |
| 2014 | "Chasing the Sun"                       | Declan Whitebloom  |
| 2014 | "All about you"                         | Declan Whitebloom  |
| 2015 | "Sparks"                                | Hannah Lux Davis   |